# Univerza v Torontu
Univerza v Torontu je kanadska javna univerza s sedežem v Torontu, Ontario, Kanada.